# Bedelia (roman)
Bedelia est un roman policier publié par Vera Caspary en 1945.
Il a été adapté en film en 1946 sous le titre La Perle noire